# Tony Snow
Pour les articles homonymes, voir Snow.

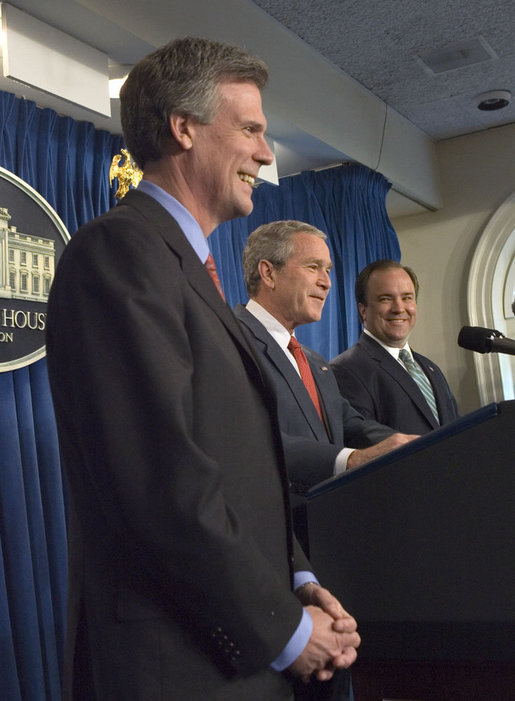
Tony Snow, George W. Bush et Scott McClellan le 26 avril 2006.

Robert Anthony Snow (né le 1er juin 1955 à Berea dans le Kentucky - 12 juillet 2008 à Georgetown) est un journaliste et le porte-parole de la Maison-Blanche du 8 mai 2006 au 14 septembre 2007.

## Origines
Snow est né à Berea dans le Kentucky et a été élevé à Cincinnati dans l'Ohio. Son père était enseignant et l'adjoint principal du lycée de Princeton dans la banlieue de Cincinnati.
Sa mère, assistante maternelle, meurt d'un cancer du côlon en 1973 alors qu'il n'a que 17 ans.
Tony Snow est diplômé en philosophie du collège de Davidson en 1977.

## Journaliste
En 1979, il entame une carrière de journaliste et d'éditorialiste en Caroline du Nord qu'il poursuit ensuite dans des journaux locaux de Virginie puis du Michigan.
En 1987, il devient éditorialiste adjoint au Washington Times.
Entre 1993 et 2000, ses éditoriaux sont repris dans plus de 200 journaux à travers le pays.
Durant sa carrière journalistique, il reçoit de nombreux prix et distinctions honorifiques pour la qualité de son travail de la part de ses confrères des médias que ce soit de l'association de presse de Virginie, du club de la presse de Detroit, de la société des journalistes américains, de celle des éditorialistes ou de l'Associated Press and Gannett.
Il participe également à de nombreuses émissions politiques et émissions-débats, que ce soit à la télévision (The McLaughlin Group, The MacNeil-Lehrer NewsHour, Face the Nation, Crossfire, ou Good Morning America) ou à la radio ce qui renforce sa notoriété nationale.

## Un journaliste engagé en politique
En 1991, Tony Snow suspend sa carrière journalistique pour rédiger les discours du président George H. W. Bush auprès duquel il fut également chargé des relations avec les médias.
De 1996 à 2003, il est commentateur et présentateur sur la chaîne d'information Fox News souvent présentée comme une chaîne d'information conservatrice. Il présente ensuite sa propre émission débat sur Fox News Radio jusqu'en avril 2006.

## Porte-parole de la Maison-Blanche
Bien qu'ayant critiqué à plusieurs reprises le gouvernement de George W. Bush, Snow fut choisi pour succéder à Scott McClellan, au poste de porte-parole de la Maison-Blanche de ce même George W. Bush afin de rassurer la base électorale conservatrice du Parti républicain. Il prend ses fonctions le 8 mai 2006. Son indépendance d'esprit paraît alors être le bon choix pour la Maison-Blanche accusée de verrouiller toute information à destination des médias.

## La maladie

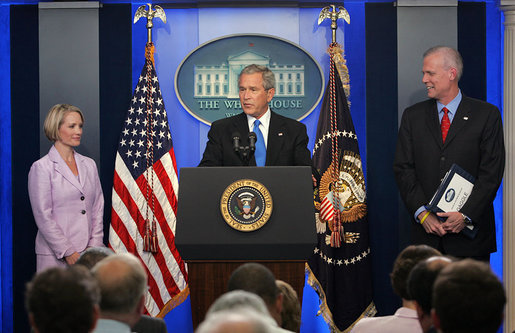
Le 31 août 2007, le président George W. Bush (au centre) annonce le remplacement de Tony Snow (à droite) par Dana Perino (à gauche)

En mars 2007, il annonce qu'il doit subir une intervention chirurgicale pour traiter le développement d'une lésion pré-cancéreuse qui lui avait valu l'ablation du colon en 2005. Il est alors remplacé par son adjointe Dana Perino, au poste de porte-parole.
Le 27 mars 2007, la Maison-Blanche confirme la découverte de métastases et que Tony Snow est bien atteint d'un cancer.
Le 21 avril 2007, Snow fait sa première apparition publique depuis l'opération chirurgicale au diner annuel des correspondants de presse de la Maison-Blanche au côté de David Letterman.
Snow reprend alors ses fonctions le 30 avril 2007 mais en août 2007, il annonce sa démission pour pouvoir poursuivre un traitement en chimiothérapie pour son cancer du côlon. Il meurt le 12 juillet 2008 d'un cancer du foie.

## Carrière dans la presse écrite
- The Greensboro Record Editorials, journaliste en 1979.
- The Virginian-Pilot, éditorialiste et journaliste de 1981 à 1982.
- The Newport News Daily Press, éditorialiste de 1982 à 1984.
- The Detroit News éditorialiste de 1984 à 1987.
- The Washington Times, éditorialiste de 1987 à 1991.
- The Detroit News Columnist, collaborateur de 1993 à 2000.
- USA Today où il tient une colonne personnelle de 1994 à 2000.

## Carrière à la radio et à la télévision
- The Tony Snow Show.
- Rush Limbaugh (participation).
- National Public Radio (participation).
- Weekend Live (participation).
- Fox News Sunday 1996-2003 (participation régulière).